# Ladbroke Grove (metrostation)
Ladbroke Grove is een station van de metro van Londen aan de Hammersmith & City Line en de Circle Line. Het metrostation, dat in 1864 is geopend, ligt in de wijk Kensington.

## Geschiedenis
Het station werd op 13 juni 1864 geopend door de Hammersmith and City Railway, de latere Hammersmith & City Line onder de naam Notting Hill. In verband met de verwarring die voor de reizigers kon ontstaan sinds metrostation Notting Hill Gate in 1868 werd geopend werd het in 1880 omgedoopt in Notting Hill & Ladbroke Grove en op 1 juni 1919 in Ladbroke Grove (North Kensington) voordat het in 1938 kortweg Ladbroke Grove werd naar de straat waaraan het station ligt.
Het station ligt het dichtst bij Portobello Road Market en markthandelaren en winkeliers op de markt zijn een campagne gestart om het station om te dopen in Portobello Road in een poging de bekendheid van de nabijheid van de markt te vergroten.
In 2009 staakte Transport for London om financiële redenen de ombouw van zes stations, waaronder Ladbroke Grove, voor rolstoelgebruik. Het betrof stations die weinig aanloop kennen en in de buurt van andere rolstoeltoegankelijke stations, in dit geval Wood Lane, liggen. Het project in Ladbroke Grove omvatte twee nieuwe liften tot perronniveau en een nieuwe rolstoeltoegankelijke vrije ingang. Toen de werkzaamheden werden gestaakt was al £ 3,06 miljoen besteed aan Ladbroke Grove.

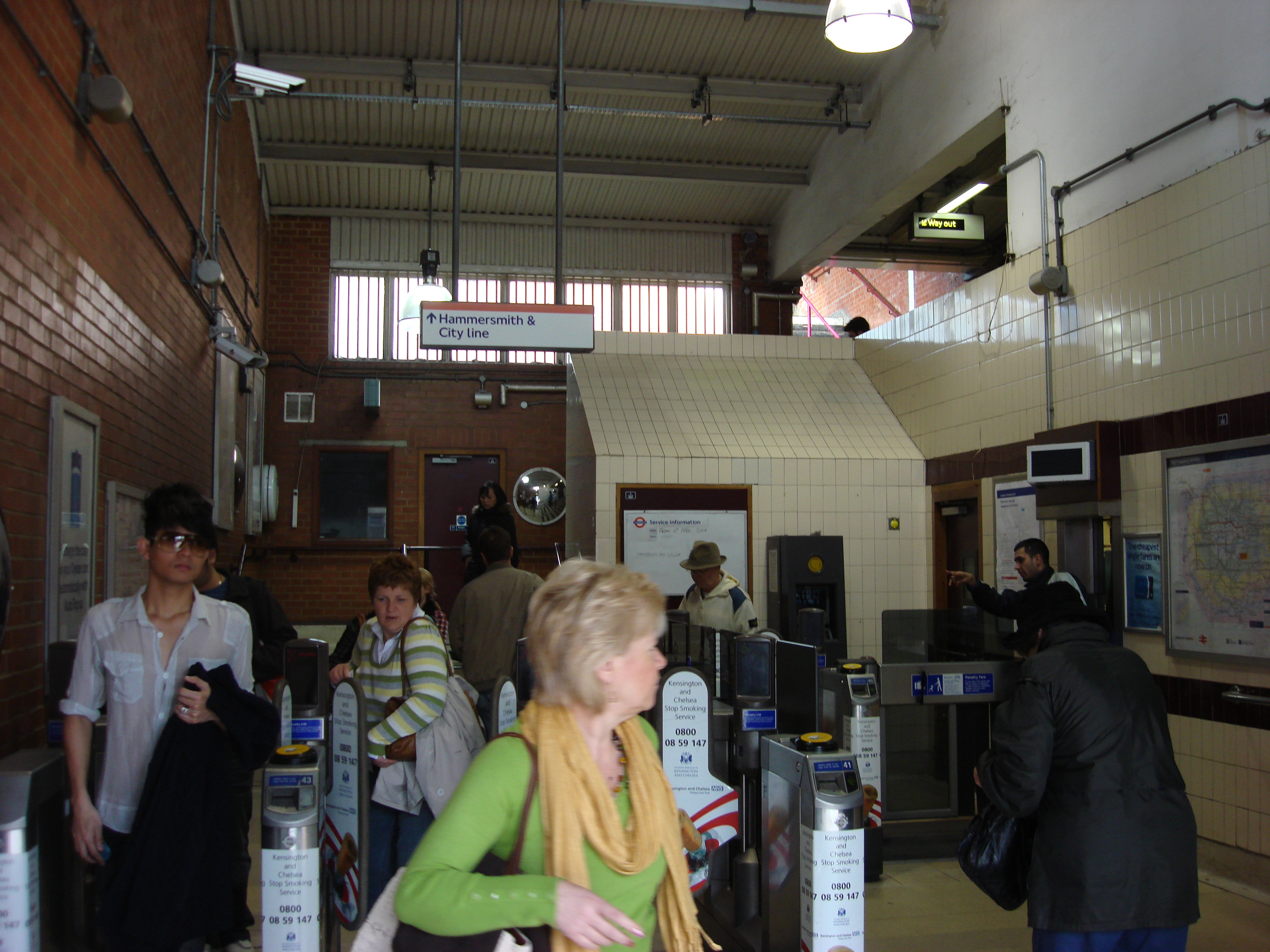
Interieur van de stationshal.
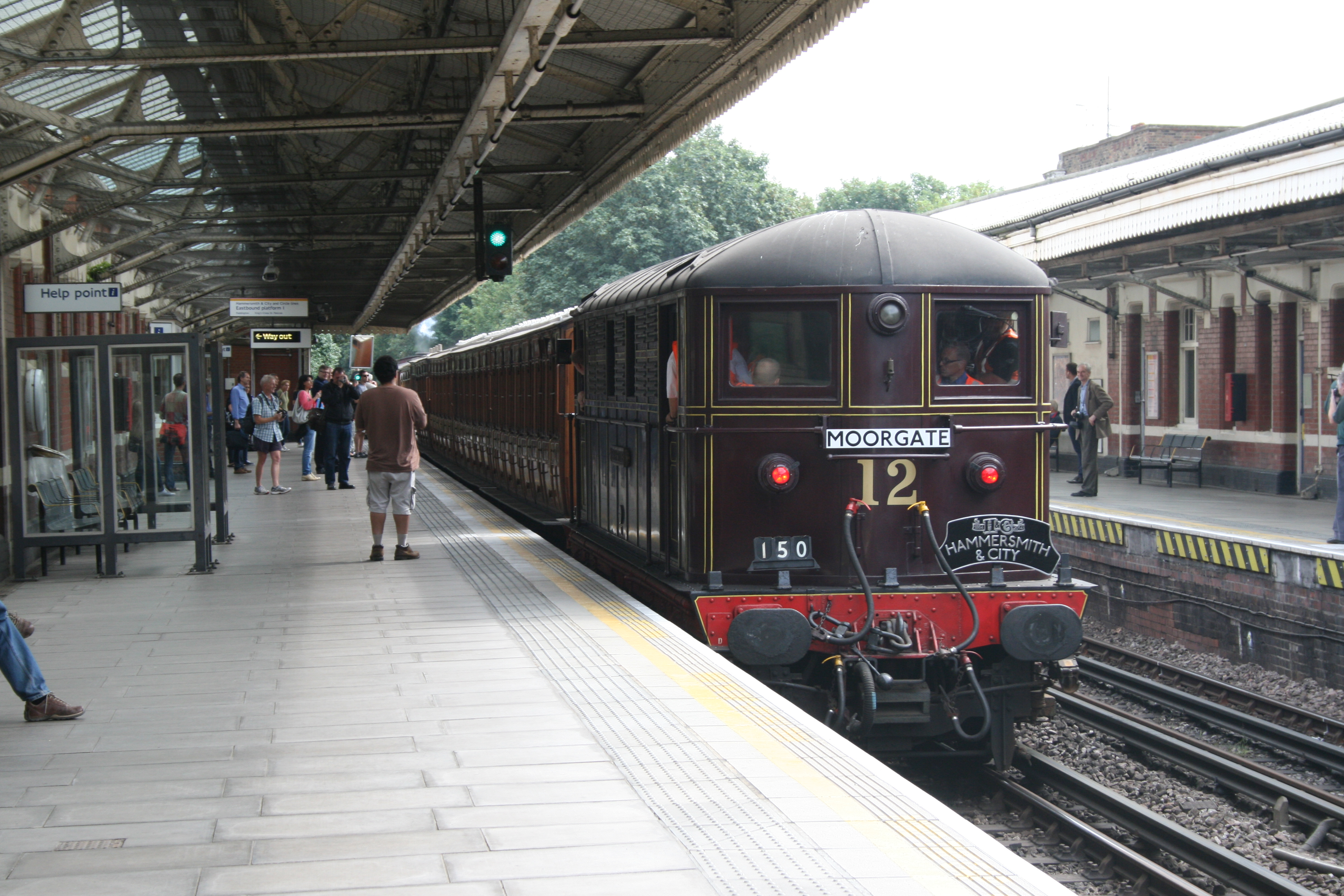
Historisch metromaterieel in Ladbroke Grove  tijdens een museumrit in 2014
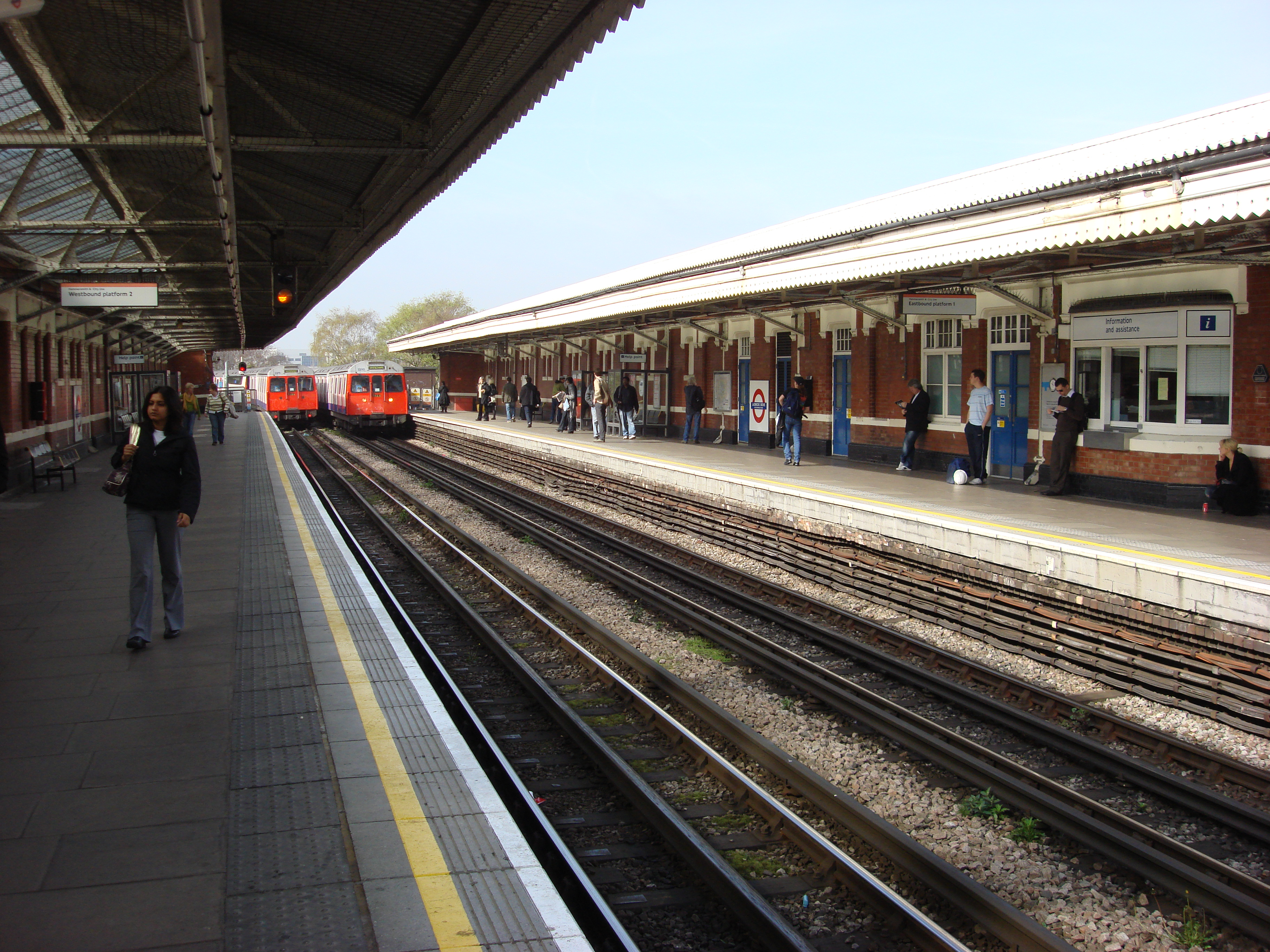
Sporen en perrons met Victoriaanse perronkappen.

## Fotoarchief
- Noordelijke ingang in 1934
- Zuidelijke ingang in 1934
- Viaduct over Ladbroke Grove in 1934
- De ingang in 2001
- De sporen en perrons in 2001
- Lily Allen video on YouTube  Video waar Ladbroke Grove in voorkomt (1 min 54 - 2 min).

Hammersmith · 
Goldhawk Road · 
Shepherd's Bush Market ·
Wood Lane · 
Latimer Road · 
Ladbroke Grove · 
Westbourne Park · 
Royal Oak · 
Paddington · 
Edgware Road · 
Baker Street · 
Great Portland Street · 
Euston Square · 
King's Cross St. Pancras · 
Farringdon · 
Barbican · 
Moorgate · 
Liverpool Street · 
Aldgate East · 
Whitechapel · 
Stepney Green · 
Mile End · 
Bow Road · 
Bromley-by-Bow · 
West Ham · 
Plaistow · 
Upton Park · 
East Ham · 
Barking
Hammersmith · 
Goldhawk Road · 
Shepherd's Bush Market · 
Wood Lane · 
Latimer Road · 
Ladbroke Grove · 
Westbourne Park · 
Royal Oak · 
Paddington · 
Edgware Road · 
Baker Street · 
Great Portland Street · 
Euston Square · 
King's Cross St. Pancras · 
Farringdon · 
Barbican · 
Moorgate · 
Liverpool Street · 
Aldgate · 
Tower Hill · 
Monument · 
Cannon Street · 
Mansion House · 
Blackfriars · 
Temple · 
Embankment · 
Westminster · 
St. James's Park · 
Victoria · 
Sloane Square · 
South Kensington · 
Gloucester Road · 
High Street Kensington · 
Notting Hill Gate · 
Bayswater · 
Paddington · 
Edgware Road